# داریوش عباداللهی
داریوش عبادالهی (متولد ۱۳۲۴ در بندر انزلی) نویسنده ادبیات کودک و نوجوان اهل ایران

## زندگی
داریوش عباداللهی در ۲ دی ماه سال ۱۳۲۴ در بندر پهلوی (انزلی) در خانواده‌ای میانه‌حال زاده شد. پدرش فرج‌الله عباداللهی دانش آموختهٔ زبان فرانسه بود و با زبان‌های انگلیسی و روسی نیز آشنایی داشت. به نقاشی علاقه‌مند بود و خطی خوش داشت. ویلن هم می‌نواخت. او داریوش را با دنیای ادب و هنر آشنا کرد. خانوادهٔ عباداللهی پس از بندر پهلوی، در سال ۱۳۳۵ به تبریز رفت. عباداللهی دربارهٔ آشنائیش با قصه‌ها و افسانه‌ها می‌گوید:
«پدرم و مادربزرگ مادری‌ام مرا با دنیای قصه‌ها و افسانه‌ها آشنا کردند. مادربزرگم برایم قصه‌های عامیانه می‌گفت و پدرم از دیدگاهی مترقی برای من و برادرم قصه می‌گفت و تفسیر می‌کرد. در قصهٔ امیرارسلان نامدار دو وزیر شاه: شمس وزیر و قمر وزیر را نماد بدی و خوبی معرفی می‌کرد و می‌گفت همیشه خوبی پیروز می‌شود. پس از پدر و مادربزرگ، از راه رادیو با قصه‌های زیبای صبحی آشنا شدم».

## کتابشناسی
| - باباعلی - باقلاقاطوق - بچه کویر - بچه‌های اهر - بهلول مراغه‌ای - چرتدان و خورتدان - چند طرح و مقاله - حاجی فیروز - خاطرات فرج (برمبنای داستان واقعی) - خلیفه - داستان جنگل - دانا و نادان - راسوی شجاع - روبنسون کرزوئه و ماجراهایش | - روباه حیله‌گر و راسوی عاقل - زندگی دو دوست - زهراباجی (برمبنای داستان واقعی) - ستارخان - سرگذشت گربه ننر - شش برادر - شش مقاله و یک قصه - صیاد پیر و پسرش - عیار - فلسطین، فلسطین، وطن مقدس من - قصه مرد هیزم شکن و خرس - قصه‌های کوتاه - کلیبر، دژ آزادی - کوهنوردان | - گلاوژ و خالد - گیله مرد - لاکوی - ماجراهای راسو - مرداب انزلی - نخودی و حاکم - نگار و نبی - واهی - هرزه گیاه ماجراجو - همبازی - همفکری - همکاری - همراهی - یوسف |